# Lars Eriksson (calciatore 1965)
Lars Eriksson (Stoccolma, 21 settembre 1965) è un ex calciatore svedese, di ruolo portiere.

## Carriera

### Club
Ha giocato per Hammarby, Norrköping, Charleroi e Porto.

### Nazionale
Tra il 1988 ed il 1995 ha giocato 17 partite per la Nazionale svedese, ma è stato spesso la riserva di Thomas Ravelli. Ha preso parte al Campionato mondiale di calcio 1990, al 1994 e al Campionato europeo di calcio 1992.

## Palmarès

### Club

#### Competizioni nazionali
- Campionato svedese: 2

IFK Norrköping: 1989
Hammarby: 2001
- Coppa di Svezia: 2

IFK Norrköping: 1991, 1994
- Campionato portoghese: 3

Porto: 1995-1996, 1996-1997, 1997-1998
- Coppa del Portogallo: 1

Porto: 1997-1998
- Supercoppa di Portogallo: 1

Porto: 1996